# Нью-Йоркская фондовая биржа
Нью-Йо́ркская фо́ндовая би́ржа (англ. New York Stock Exchange, NYSE [nwʌɪɛsˈiː] ), расположенная на Уолл-стрит в Нью-Йорке и являющаяся крупнейшей фондовой биржей США и в мире по капитализации (27,69 трлн долларов на февраль 2022 года) — символ финансового могущества США и финансовой индустрии вообще. На бирже определяется всемирно известный индекс Доу Джонса для акций промышленных компаний (англ. Dow Jones Industrial Average), а также индексы NYSE Composite и NYSE ARCA Tech 100 Index.

## История

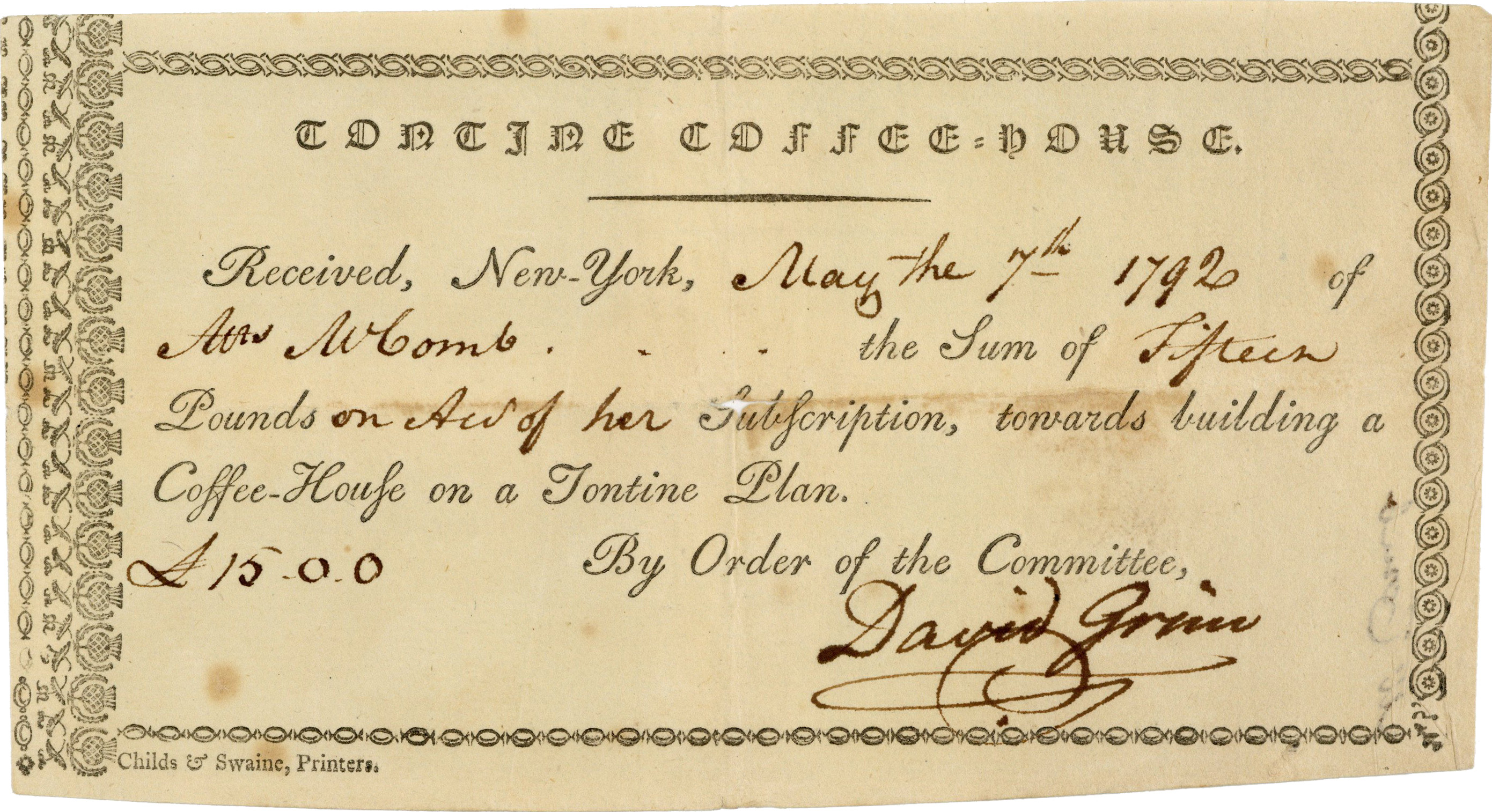
Квитанция о подписке в сумме 15 фунтов стерлингов на строительство кофейни «Тонтин» на Уолл-стрит 82 в Манхэттене, выданная в Нью-Йорке 7 мая 1792 года и подписанная управляющим Дэвидом Гримом. Эта подписка была формой схемы Тонтина — собранные деньги пошли на строительство кофейни в 1793-94 годах, а доходы потом пожизненно распределялись среди участников. Кофейня оказалась малоприбыльной, здание начали сдавать в аренду и среди прочих арендаторов до 1825 года была Нью-Йоркской фондовая биржа.

17 мая 1792 года 24 нью-йоркских брокера, работавшие с финансовыми инструментами, подписали «Соглашение под платаном» (англ. Buttonwood Agreement) о создании Нью-Йоркской фондовой биржи. Первоначально сделки заключались в различных кофейнях, аналогично практике их лондонских коллег. Постепенно предпочтение начали отдавать кофейне «Тонтин» (открытой в 1794 году на Уолл-стрит 82), а после закрытия кофейни биржа арендовала там же помещения до 1825 года, когда было закончено строительство здания биржи на Уолл-стрит 11.
Первыми на бирже в 1792 году котировались акции The Bank of New York. В конце ХІХ — начале XX века Нью-Йоркская фондовая биржа считалась одной из крупнейших бирж мира.
С 1975 года она стала некоммерческой корпорацией, принадлежащей 1366 индивидуальным членам (это число неизменно с 1953 года). Места членов могут продаваться, стоимость одного места сейчас доходит до 3 млн долларов США.
В начале марта 2006 года NYSE завершила слияние с электронной биржей Archipelago Holdings и впервые за свою историю предложила акции инвесторам, став, таким образом, коммерческой организацией.
Торги акций NYSE Group ведутся на самой бирже; капитализация по состоянию на 5 декабря 2007 года составила 22,6 млрд долларов.
В начале июня 2006 года было объявлено о грядущем слиянии Нью-Йоркской фондовой биржи с европейской фондовой биржей Euronext. В результате этого слияния, состоявшегося 4 апреля 2007 года, была образована компания NYSE Euronext.
В ноябре 2013 года IntercontinentalExchange получила разрешение от регулирующих органов на приобретение NYSE Euronext, договоренность о сделке была достигнута годом ранее.
25 мая 2018 года впервые в истории биржи за 226 лет работы её возглавила женщина. Стейси Каннингем сменила Томаса Фарли и стала 67-м президентом Нью-Йоркской фондовой биржи.

## Деятельность

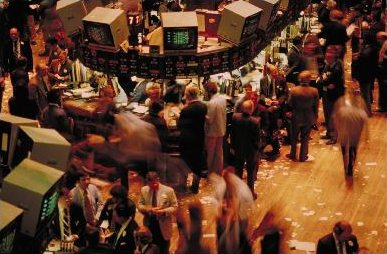
«Трейдеры на полу» в Нью-Йоркской фондовой бирже. Для каждой из тысяч торгуемых ценных бумаг имеется свой отдельный торговый центр, своя «яма»

На бирже совершаются операции с акциями и другими ценными бумагами — котируются ценные бумаги 4100 компаний (на 2018 год).
Общая капитализация компаний, торгующихся на NYSE, к концу 2018 года составила 32 трлн долларов.
Совет директоров NYSE включает председателя, президента, по десять членов биржи и представителей деловых кругов.
Здание биржи расположено по адресу улица Уолл-стрит, 11.

### Происшествия
- 1914 год. 31 августа из-за начала Первой мировой войны биржа была закрыта, но частично открылась 28 ноября, чтобы обеспечить торги облигациями в поддержку военных расходов стран Антанты[11]. С середины декабря биржа функционировала в обычном режиме.
- 1920 год. 16 сентября у здания биржи была взорвана бомба. 33 человека погибли, преступник так и не был найден.
- 1929 год. 24—29 октября. Биржевой крах 1929 года.
- 1987 год. 19 октября. Чёрный понедельник: индекс Доу Джонса пережил самое большое падение в истории — на 22,6 %.
- 1989 год. 13 октября. Индекс Доу Джонса снизился на 6,91 %.
- 1997 год. 27 октября. Индекс Доу Джонса снизился на 7,18 %. Торги впервые были приостановлены, чтобы прекратить панику.
- 2001 год. После террористической атаки 11 сентября биржа была закрыта в течение четырёх торговых сессий.
- 2010 год. 6 мая индекс Доу Джонса практически моментально снизился на 9 %, но быстро восстановился ((2010 Flash Crash[англ.]))[12]. Эти колебания стали одними из самых резких однодневных изменений индекса[13][14][15].
- 2012 год. 29 октября впервые за 27 лет биржа была закрыта из-за непогоды, вызванной ураганом «Сэнди». Биржа не работала и весь день во вторник 30 октября, впервые два дня подряд с 1888 года[16], когда биржа была закрыта из-за непогоды 12 и 13 марта.
- 2014 год. 1 мая биржа была впервые оштрафована (за нарушение правил рынка) и согласилась выплатить штраф в 5 млн долларов[17][18].

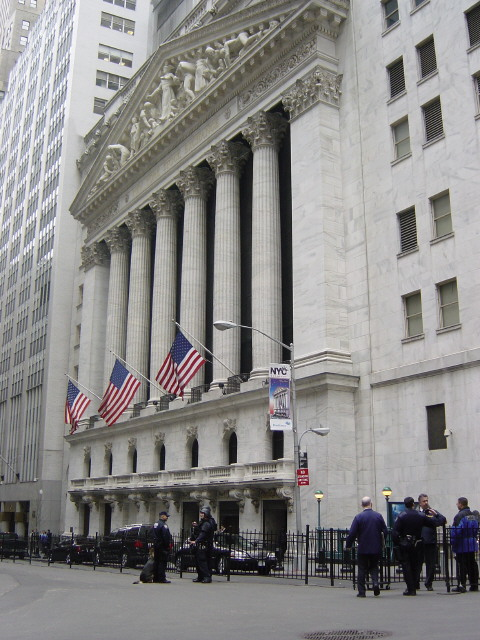
Здание Нью-Йоркской фондовой биржи в Нью-Йорке
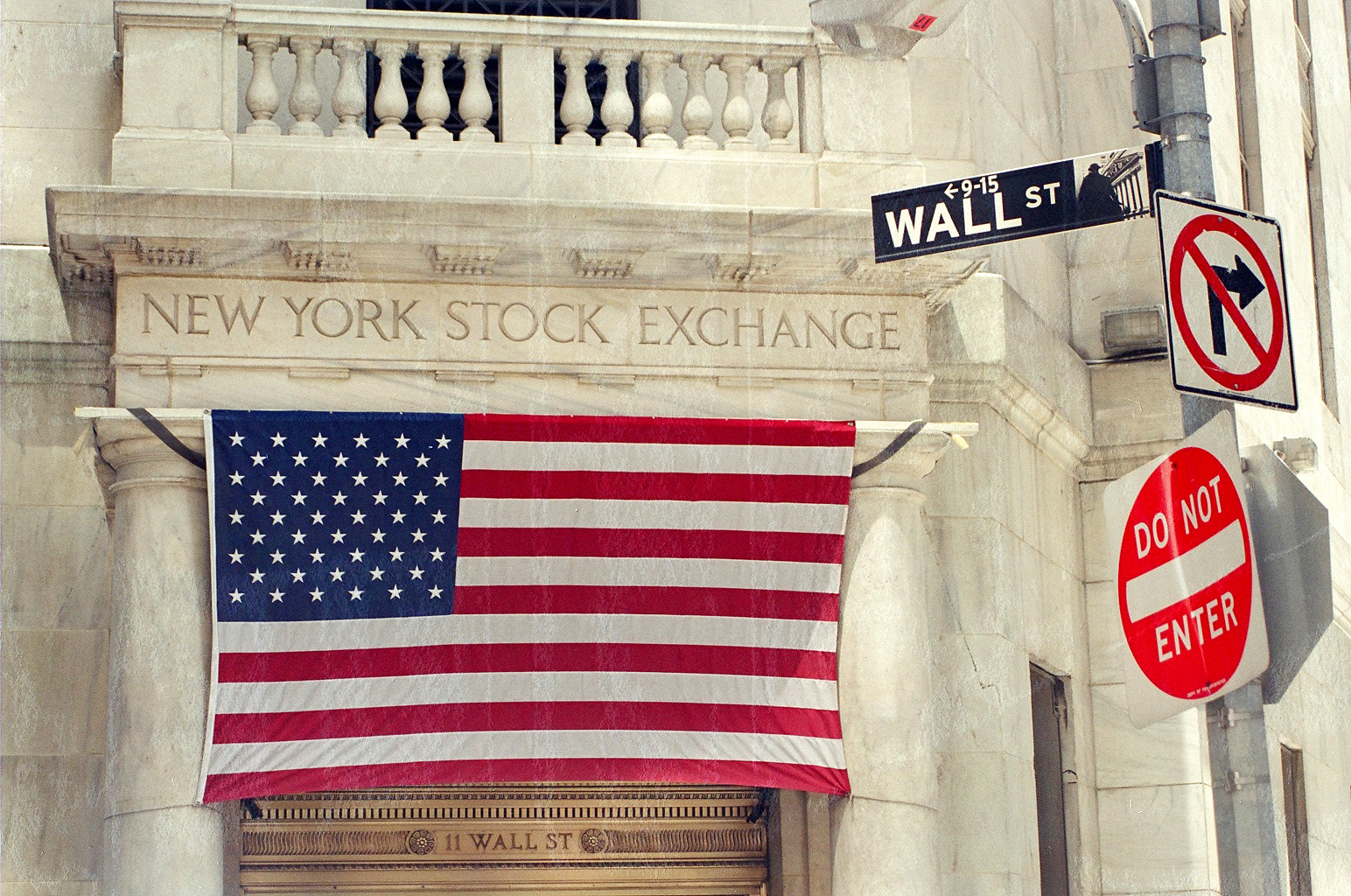
Задний вход в здание Нью-Йоркской фондовой биржи (вход с улицы Уолл-стрит)
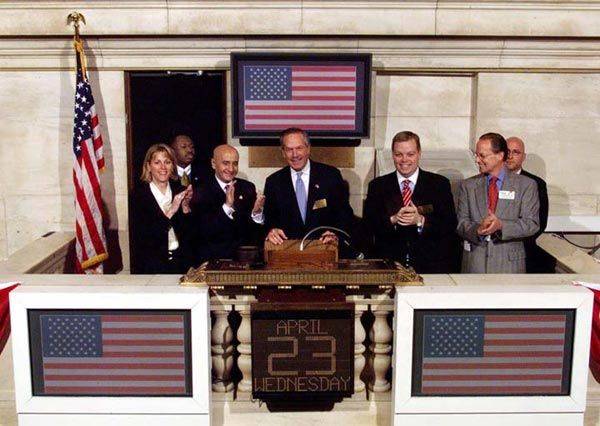
Секретарь Департамента торговли США Доналд Эванс бьёт в колокол, давая тем самым старт биржевым торгам на Нью-Йоркской бирже 23 апреля 2003 года
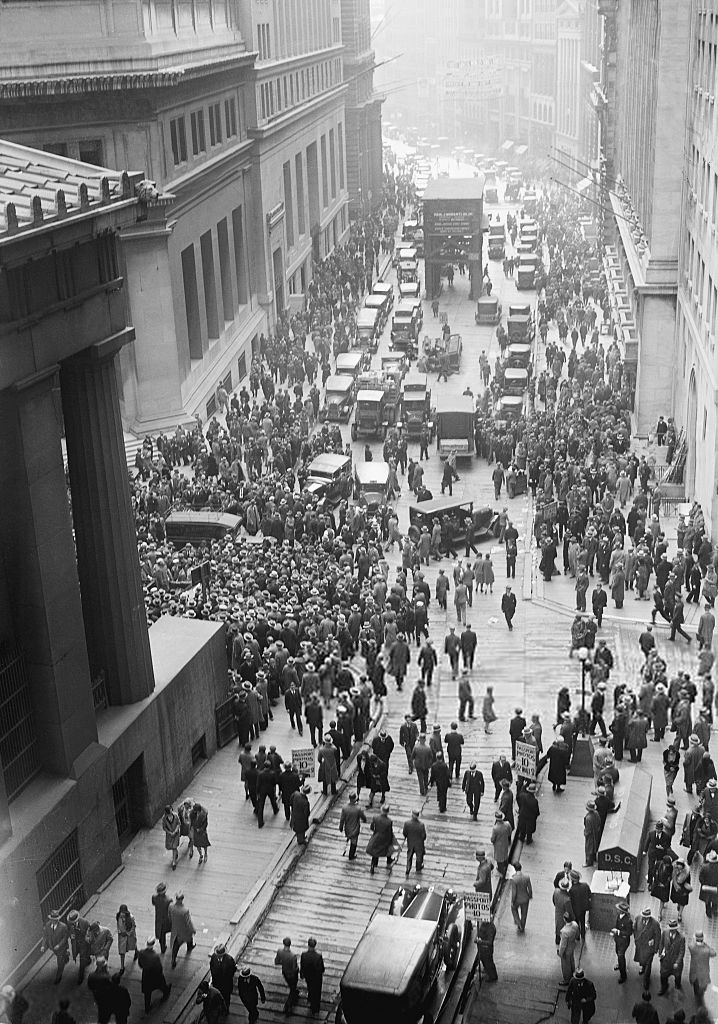
Историческое фото: Толпы людей собираются у здания биржи сразу же после биржевого краха 1929 года

## Члены биржи
Основные категории членов биржи:
- Специалисты. Работают на торговых местах. Их основная функция — непосредственное заключение контрактов. Доход получают за счёт комиссии (если они выступают как брокеры) или в форме спреда (если они выступают как дилеры).
- Комиссионные брокеры. Заключают сделки в торговом зале и обслуживают брокерские фирмы, исполняя приказы их клиентов.
- Брокеры в зале биржи. Их задача — помогать другим членам биржи исполнять приказы без права работать непосредственно с внешними клиентами.
- Зарегистрированные трейдеры. Торгуют ценными бумагами за свой счёт, освобождены от уплаты комиссионных[19].

## Расписание работы и выходные дни
Биржа работает с понедельника по пятницу. Торговая сессия открывается в 9:30 и заканчивается в 16:00 по нью-йоркскому времени (EST, Восточное стандартное время). Также биржа не работает по девяти праздничным дням в течение года.

## Листинг NYSE
На Нью-Йоркской бирже для прохождения листинга надо иметь показатели не ниже:
- Доход до выплаты налогов за последний год — 2,7 млн долларов.
- Прибыль за 2 предыдущих года — 3 млн долларов.
- Чистая стоимость материальных активов — 18 млн долларов.
- Количество акций в публичном владении — на 1,1 млн долларов.
- Курсовая стоимость акций — 19 млн долларов.
- Минимальное число акционеров, владеющих 100 акциями и более, — не менее 2 тыс.
- Среднемесячный объём торговли акциями данного эмитента должен составлять не менее 100 тыс. долларов в течение последних 6 месяцев.

## Известные брокеры, оказавшие влияние на развитие NYSE
- О’Нил, Уильям — купил себе место на Нью-Йоркской фондовой бирже в возрасте 30 лет (самый молодой маклер в истории существования биржи)[20], создатель первой ежедневной компьютерной базы данных фондового рынка США в 1963—1964 годах.